# 印第安山 (伊利諾伊州)
印第安山（英語：Indian Hill）是位於美國伊利諾伊州庫克縣的一個非建制地區。該地的面積和人口皆未知。

## 地理
印第安山的座標為41°30′06″N 87°38′52″W / 41.50167°N 87.64778°W，而該地的平均海拔高度為220米（即722英尺）。